# Municipio de Stronghurst
El municipio de Stronghurst (en inglés: Stronghurst Township) es un municipio ubicado en el condado de Henderson en el estado estadounidense de Illinois. En el año 2010 tenía una población de 1115 habitantes y una densidad poblacional de 11,99 personas por km².

## Geografía
El municipio de Stronghurst se encuentra ubicado en las coordenadas 40°45′50″N 90°57′41″O / 40.76389, -90.96139. Según la Oficina del Censo de los Estados Unidos, el municipio tiene una superficie total de 93.02 km², de la cual 93,02 km² corresponden a tierra firme y (0 %) 0 km² es agua.

## Demografía
Según el censo de 2010, había 1115 personas residiendo en el municipio de Stronghurst. La densidad de población era de 11,99 hab./km². De los 1115 habitantes, el municipio de Stronghurst estaba compuesto por el 99,01 % blancos, el 0,18 % eran afroamericanos, el 0,27 % eran amerindios, el 0,09 % eran asiáticos y el 0,45 % eran de una mezcla de razas. Del total de la población el 0,09 % eran hispanos o latinos de cualquier raza.